# Bataille de l'autisme
L'expression bataille de l'autisme (en anglais, autism war) fait référence aux différentes positions défendues par les personnes concernées par l'autisme, et aux moyens mis en œuvre par les tenants de chacune de ces positions pour orienter les politiques de santé, les critères de diagnostic, les décisions judiciaires, et les différentes législations à leur avantage. Ces positions et les conflits qu'elles sous-tendent sont variés. Elles touchent à la fois à la nosographie médicale, à l'affectation de financements publics, aux causes de l'autisme, à l'exclusion sociale des personnes autistes, et aux interventions en autisme.
Le modèle médical de l'autisme est généralement défendu par des professionnels de santé et des parents d'enfants lourdement handicapés. Le mouvement pour les droits des personnes autistes défend la neurodiversité, le modèle social du handicap, et la présence des personnes autistes parmi la société plutôt qu'en institution spécialisée. Dans le cadre de cette bataille, la normalisation des personnes autistes s'oppose à une demande d'adaptation de la société vers un modèle plus « autism friendly ».

## Thématiques

### Diagnostic
Plusieurs témoignages font état d'errances médicales de la part de personnes adultes tardivement diagnostiquées comme autistes, après avoir reçu de faux diagnostics (schizophrénie, psychose, trouble schizo-affectif…) et des médications importantes : dans The Atlantic, Jessica Wright se réfère à ces personnes comme à la « génération perdue de l'autisme », les efforts de diagnostic portant surtout sur les enfants.

### Épidémiologie
D'après Amy Harmon, une partie du conflit idéologique autour de l'autisme provient de ses données épidémiologiques, témoignant d'une augmentation du nombre de cas diagnostiqués. Les interprétations de ces données entraînent des conflits d'interprétations, notamment entre facteurs environnementaux, existence ou non d'une « épidémie », et meilleur diagnostic.

### Nosographie
Une partie de la bataille de l'autisme est d'ordre nosographique, portant sur le choix de différents termes et référentiels pour définir l'autisme. Ainsi, le DSM-V et la CIM-11 retiennent la notion de troubles du spectre de l'autisme. La CIM-10 retenait celle de Troubles envahissants du développement.
En France, la Classification française des troubles mentaux de l'enfant et de l'adolescent (CFTMEA) distingue plusieurs sous-catégories dans l'autisme (classé parmi les psychoses précoces), avec deux notions « originales », la psychose déficitaire et la dysharmonie psychotique, qui n'existent que dans ce pays. Laurent Mottron et Franck Ramus critiquent cette classification qui, de fait, entraîne une différence dans le diagnostic et la prévalence de l'autisme entre la France et les autres pays occidentaux, des diagnostics de « psychose infantile » étant vraisemblablement posés à des personnes qui, dans d'autres pays, seraient considérées comme autistes,.

## Bataille de l'autisme par pays

### En France
En France, cette bataille de l'autisme est surtout orientée autour de la question de la psychanalyse, de l'extension des critères diagnostiques, et de l'affectation de l'argent public utilisé notamment dans les hôpitaux de jour. Le 24 janvier 2012, le député Daniel Fasquelle a proposé une loi « visant l’arrêt des pratiques psychanalytiques dans l’accompagnement des personnes autistes, la généralisation des méthodes éducatives et comportementales, et la réaffectation de tous les financements existants à ces méthodes ». Le 8 mars 2012, la Haute Autorité de Santé a publié des recommandations de bonnes pratiques préconisant les thérapies cognitivo-comportementales, une décision saluée par le Collectif autisme, cependant déçu que la psychanalyse n'aie pas été interdite. Quelques associations dont : La Main à l'Oreille ou le RAAHP se sont opposés à cette proposition de résolution ainsi que l'auteure Valérie Gay-Corajoud dans sa lettre ouverte diffusée par le journal Libération.
D'après Isabelle Seff, la « définition extensive de l'autisme qui en fait un enjeu de masse et l’inscrit dans un continuum des troubles de l’adaptation » constitue une « vision sociétale pernicieusement ségrégationniste ».
L'affaire Rachel s'inscrit dans le cadre de cette controverse française autour de la psychanalyse.